# Cwm Rhondda
Cwm Rhondda (« La vallée du fleuve Rhondda » en gallois) est un hymne chrétien écrit  par John Hughes (1873–1932) en 1907. Il est plus connu en Angleterre sous le nom de « Guide me, O thou Great Redeemer/Jehovah » ou de « Bread of Heaven ». Le nom est tiré du nom gallois de la vallée de Rhondda (en anglais The Rhondda Valley), ou plutôt deux vallées contigües, Rhondda Fach (petite Rhondda) et Rhondda Fawr (grande Rhondda).

## Histoire
La mélodie fut composée par le diacre baptiste John Hughes (1873 – 1932) en 1907 sur les paroles galloises originelles de William Williams de Pantycelyn (1717 – 1791) (Pantycelyn signifie vallon de houx), un auteur très prolifique de cantiques religieux gallois (il en composa près de 800), composé en 1785. La mélodie est très connue au Royaume-Uni, mais à l'instar de Auld Lang Syne, peu connaissent véritablement les paroles voire le véritable titre. Il est souvent entonné par les spectateurs lors des matchs de rugby ou de football et ses paroles connaissent beaucoup de variantes d'une paroisse à l'autre.
En français, il existe une version de ce chant, traduite sur le texte anglais par Flossette Du Pasquier, et s'intitule « Guide-moi, Berger fidèle » ; une autre version, basée sur l'original gallois, commence par « Conduis-nous, Seigneur et guide », et contient six couplets .
Tout comme Hen Wlad Fy Nhadau, ce chant est parfois perçu comme un hymne non officiel du Pays de Galles.
Il a été chanté lors des services religieuses pour le mariage du prince William et de Catherine Middleton (Londres, Abbaye de Westminster, 29 avril 2011) et le mariage du prince Harry et de Meghan Markle (Windsor, Chapelle Saint-Georges, 19 mai 2018).
Les paroles originelles du cantique ont pour sujet l'Exode d'Égypte du peuple hébreu, relu à la lumière de la révélation chrétienne.
Les paroles sont très souvent parodiées lors des matchs de rugby, où l'on n'exploite que les deux dernières lignes sur diverses paroles, pour encourager son équipe ou ridiculiser l'équipe adverse. Par exemple : « Man United, Man United, we'll support you evermore, we'll support you evermore. » ou encore « You're supposed to, you're supposed to, you're supposed to be at home, you're supposed to be at home ». En l'honneur du footballeur Shaun Goater par exemple, on chantait « Feed The Goat And He Will Score ». De nombreuses variantes existent et beaucoup sont improvisées.